# Hồ Ba Bể
Hồ Ba Bể (Kam-Tai: Ba = drei, pé = See; übersetzt: „3 Seen“) ist ein Gebiet von Flüssen, Seen, Höhlen und Wasserfällen in der Provinz Bắc Kạn nördlich von Hanoi, im Norden Vietnams.

## Landschaft
Die Seen liegen zwischen Bergen, die Höhen bis zu 1600 Meter erreichen. Das Seensystem selbst gilt als einzige natürliche Seenlandschaft in Vietnam und übergreift 3 Talsysteme (daher der Name). Es erstreckt sich über 9 km und erreicht Tiefen von bis zu 35 m. 1992 wurde die Region zum Nationalpark erklärt. Hier leben Tay, Hmong und Rote Dao.
Der Nationalpark kann mittels Bootspartien oder Trekking weitgehend erkundet werden. Besondere Sehenswürdigkeiten stellen die Puông-Höhle (insbesondere wegen der Fledermäuse), der Thác Đầu Đẳng (Wasserfall) und die sagenumwobene Witweninsel.

## Bilder

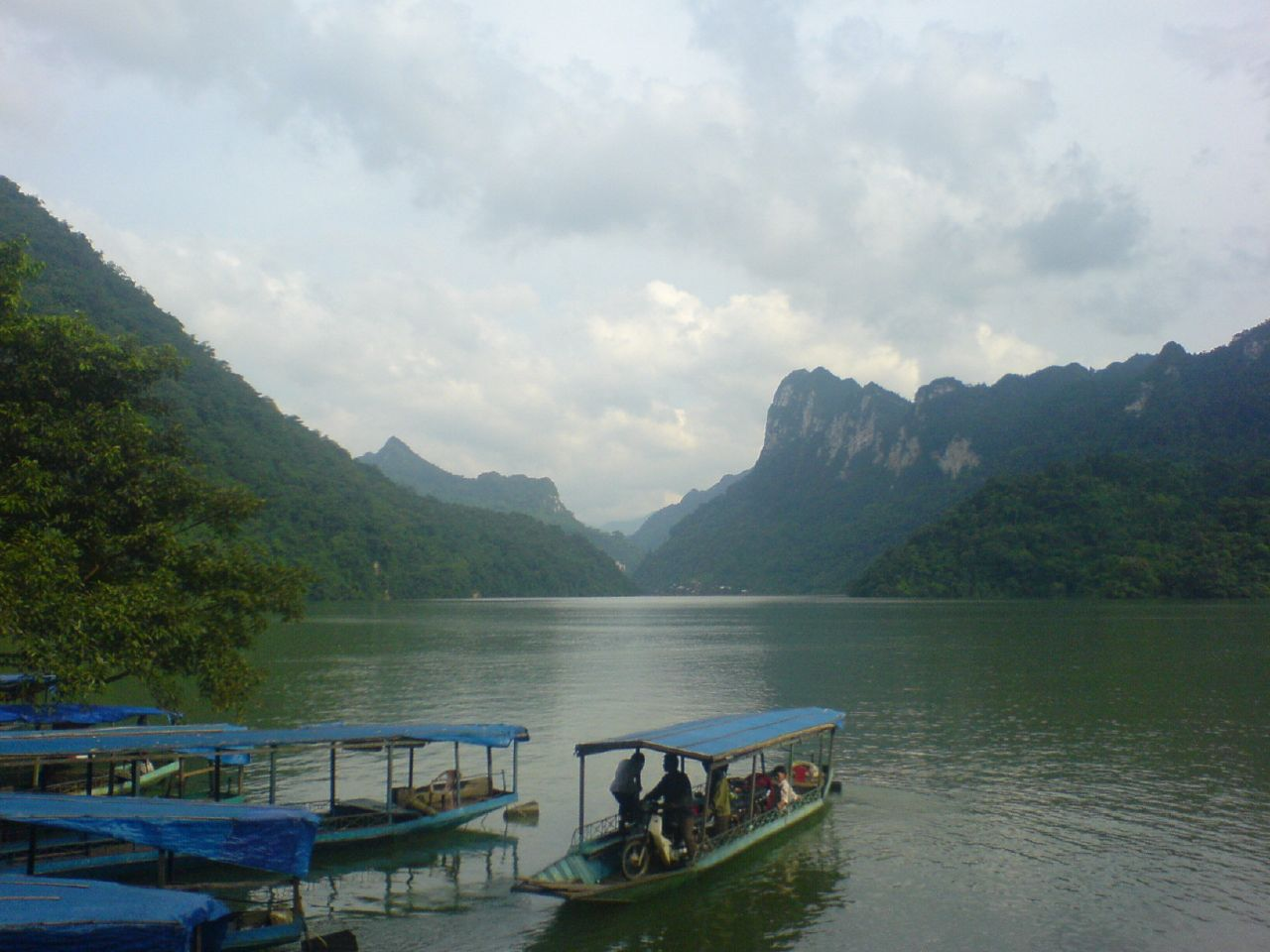
Hồ Ba Bể
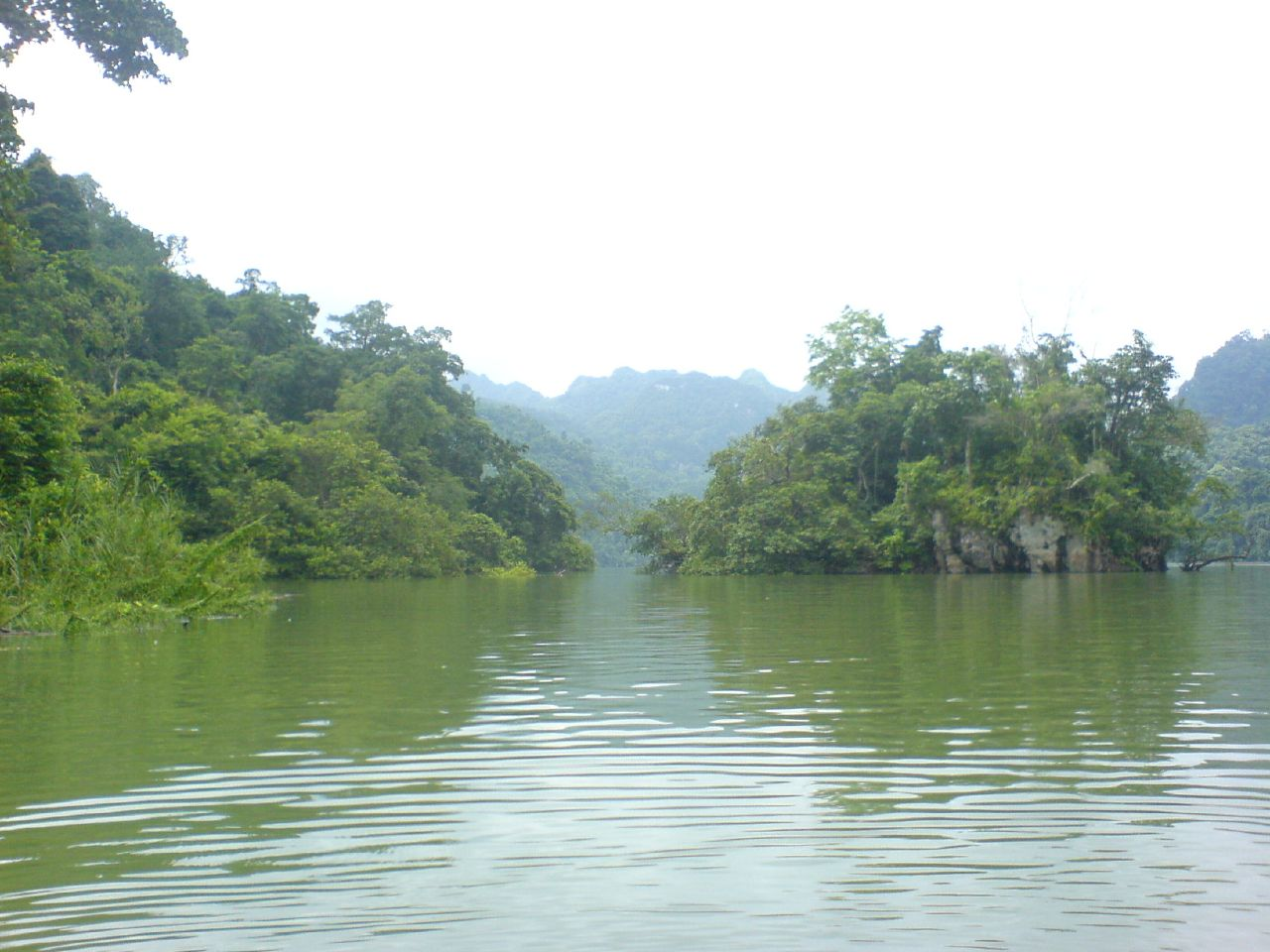
Ruhe auf dem See
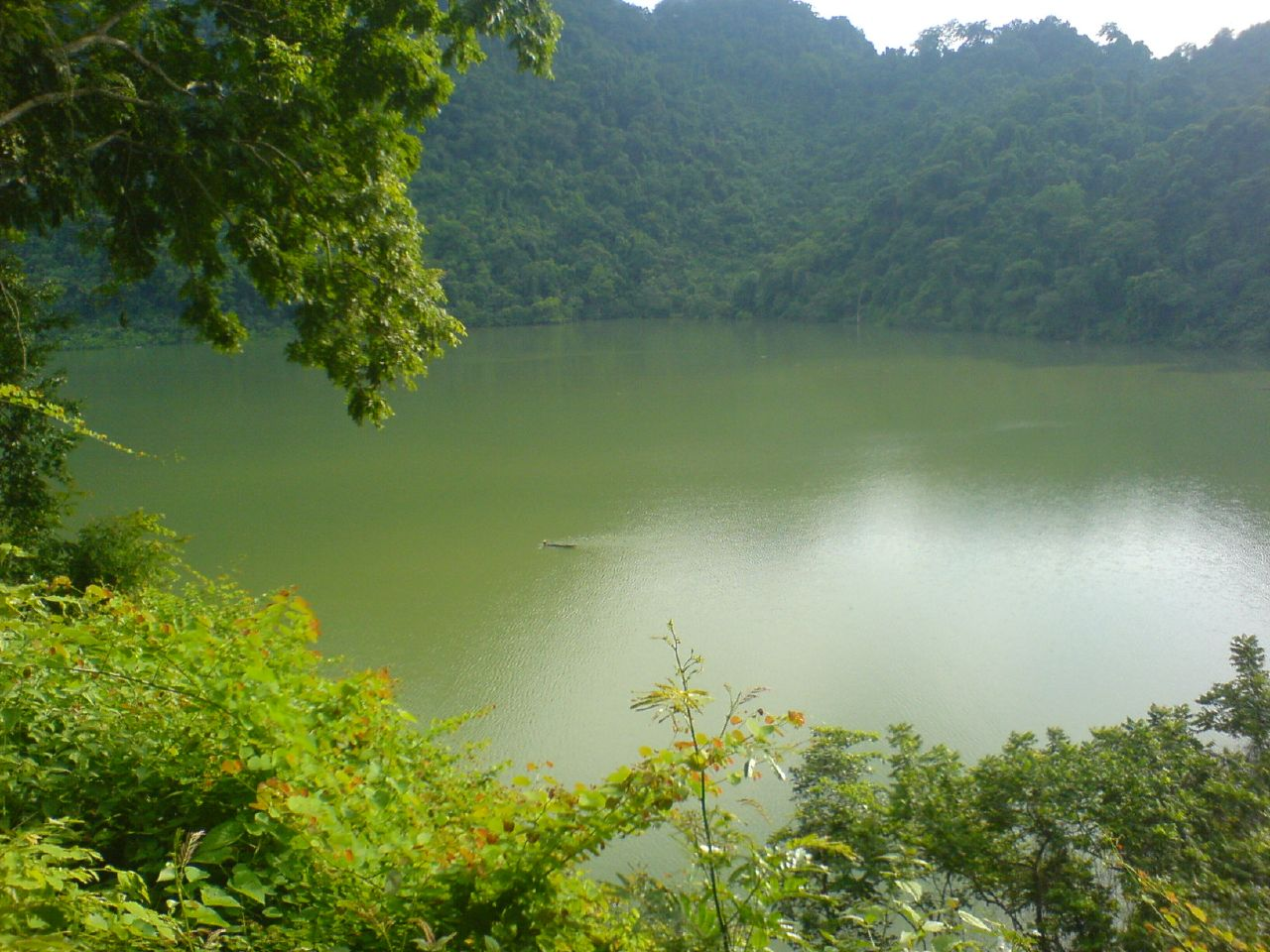
Mit Blick aus dem Gebirgsurwald
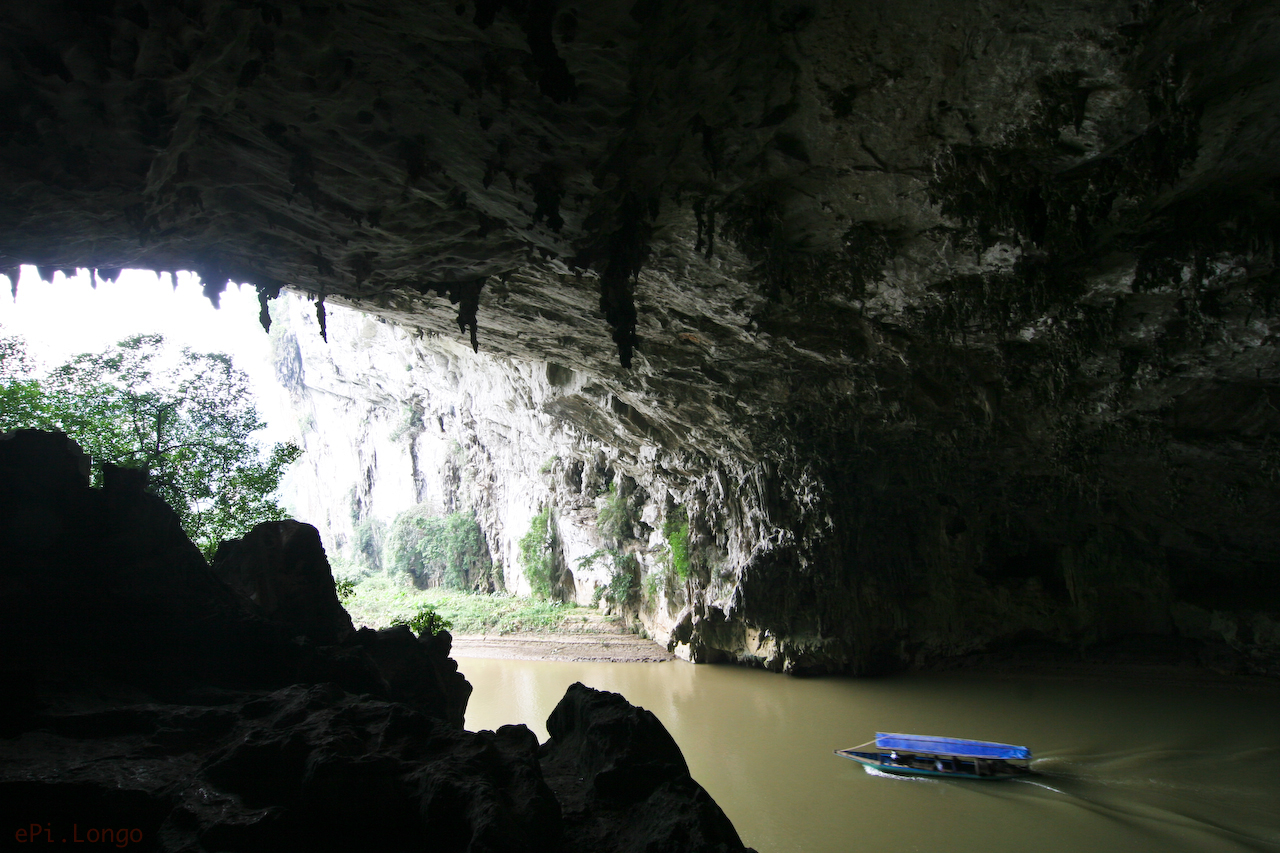
Die Puông-Höhle
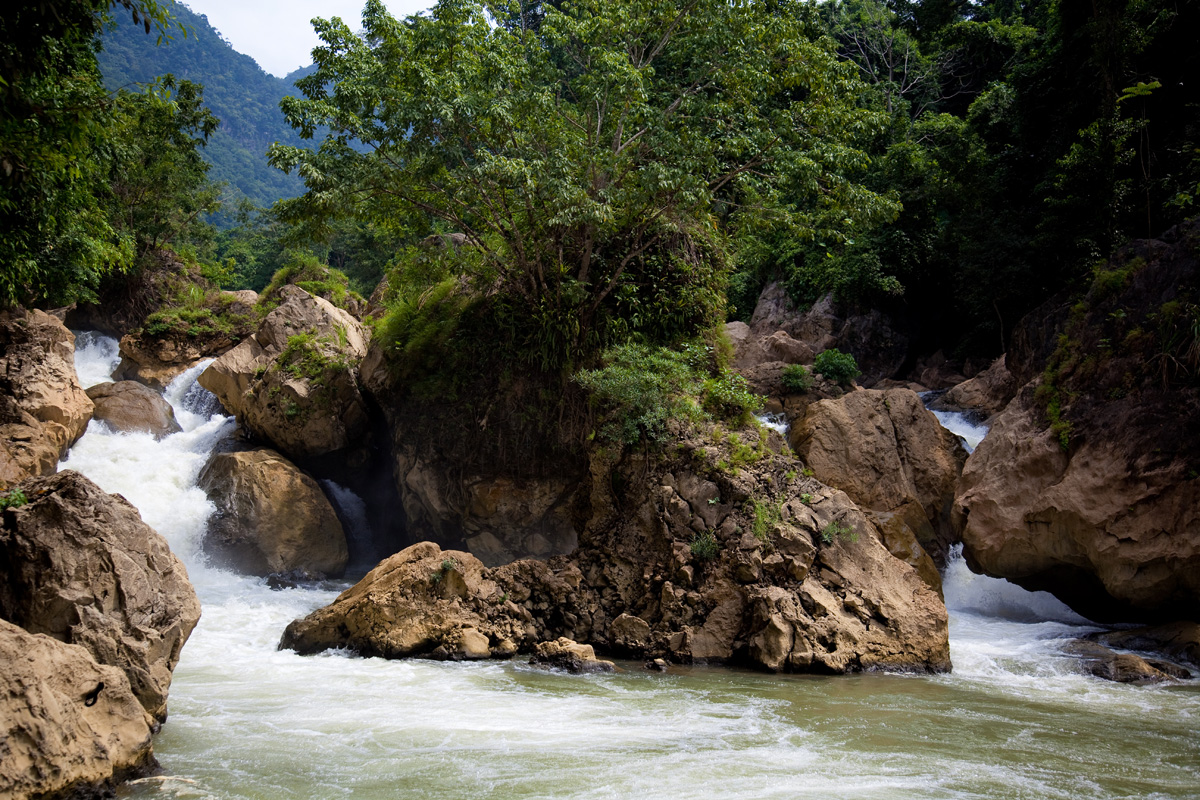
Thác Đầu Đẳng (Wasserfall)
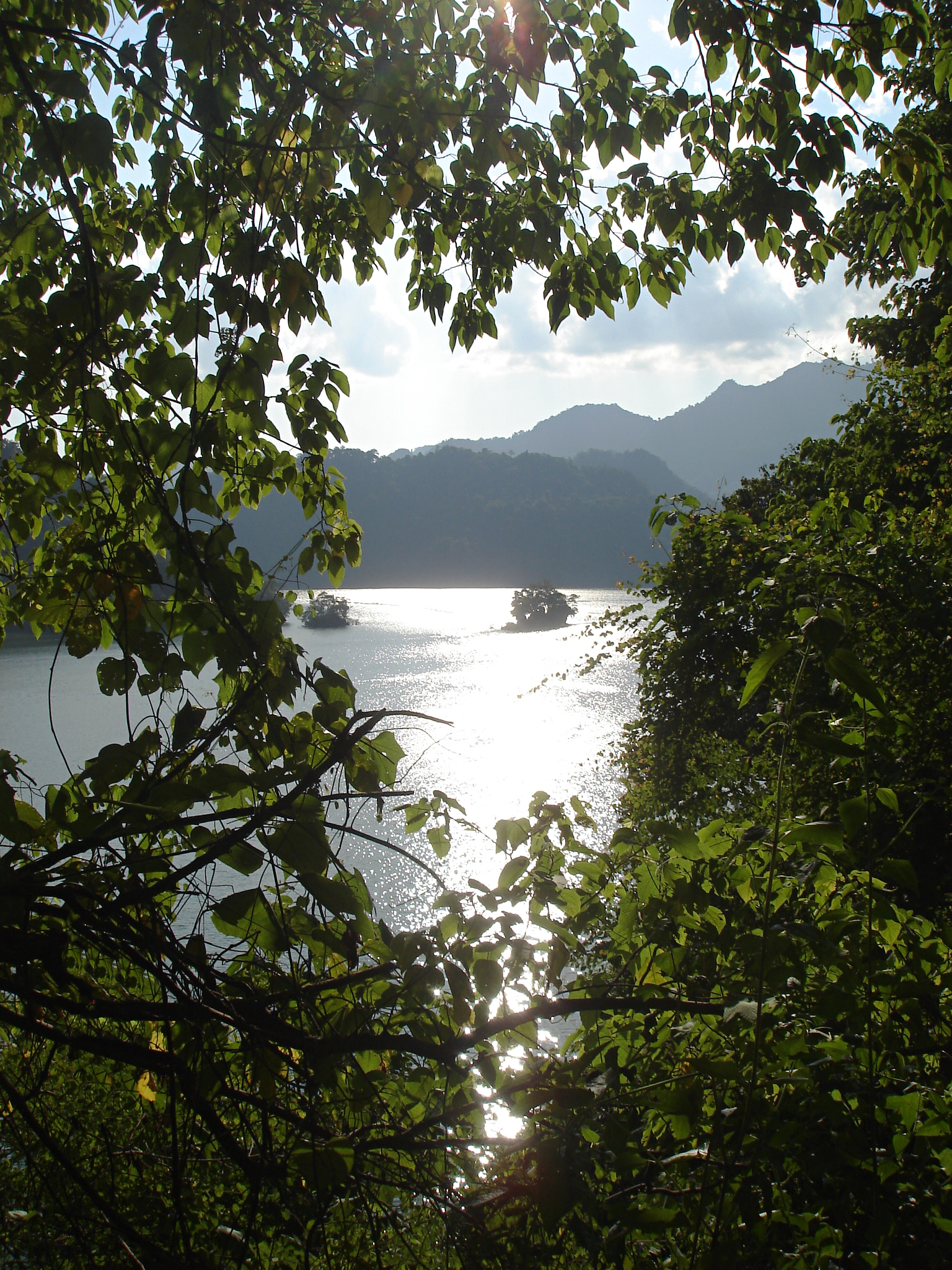
Die Witweninsel (rechts)